# Blosyropus
Blosyropus is een kevergeslacht uit de familie van de boktorren (Cerambycidae). De wetenschappelijke naam van het geslacht werd voor het eerst geldig gepubliceerd in 1868 door Redtenbacher.

## Soorten
Blosyropus is monotypisch en omvat slechts de volgende soort:
- Blosyropus spinosus Redtenbacher, 1868